# Allium pseudostrictum
Allium pseudostrictum är en amaryllisväxtart som beskrevs av Nicholas Michailovitj Albov. Allium pseudostrictum ingår i släktet lökar, och familjen amaryllisväxter. Inga underarter finns listade i Catalogue of Life.